# Gerald Mohr
Gerald Leonard Mohr, född 11 juni 1914 i New York, New York, död 9 november 1968 på Södermalm i Stockholm, var en amerikansk skådespelare. 
Mohr studerade vid Dwight Preparatory School i New York, efter studierna anställdes han vid CBS radio. Arbetet vid CBS förde honom samman med Orson Welles och Mercury Theatre. 
1954–1955 spelade Mohr huvudrollen som Christopher Storm i 41 avsnitt av Foreign Intrigue. Serien spelades in i Stockholm för amerikansk TV. Han spelade bland annat mot svenska skådespelare som Gaby Stenberg,  Hasse Ekman, Ulf Palme och Hampe Faustman.
Mohr avled 1968 i Stockholm under inspelningen av Private Entrance. Han var i Sverige sedan två månader för att spela in ett försöksprogram till en TV-serie skriven av hans svenskfödda hustru Maibritt. I övriga roller fanns skådespelarna Christina Schollin, Isa Quensel, Carl Billquist, Olof Thunberg och Börje Nyberg.
Gerald Mohr är begravd på Lidingö kyrkogård i Stockholms län.

## Filmografi i urval
- 1939 – Det handlar om kärlek...
- 1940 – Slaghöken
- 1941 – Den fredliga draken
- 1943 - Lady of Burlesque
- 1946 - The Catman of Paris
- 1946 - The Truth about Murder
- 1946 - Passkey to Danger
- 1946 - Dangerous Business
- 1946 - The Notorious Lone Wolf
- 1946 – Gilda
- 1946 - The Invisible Informer
- 1946 - The Magnificent Rogue
- 1947 - The Lone Wolf in Mexico
- 1947 - Heaven Only Knows
- 1947 - The Lone Wolf in London
- 1950 - The Blonde Bandit
- 1950 - Undercover Girl
- 1951 – Sirocco
- 1951 - Tio tappra män
- 1951 – Polisstation 21
- 1952 - The Ring
- 1952 - Prickskytten
- 1952 - Duel at Silver Creek
- 1952 - Son of Ali Baba
- 1952 - Invasion USA
- 1953 - Någonting i hästväg
- 1953 - The Eddie Cantor Story
- 1954 - De flygande drakarna
- 1954–1955 – Foreign Intrigue (TV-serie)
- 1956 - The Werewolf
- 1957 - The Buckskin Lady
- 1958 - My World Dies Screaming (Terror in the Haunted House)
- 1959 - Date With Death
- 1959 - Guns, Girls and Gangsters
- 1960 - The Angry Red Planet
- 1960 - This Rebel Breed
- 1964 – Wild West Story
- 1967 - The Fantastic Four (röst)
- 1968 – Funny Girl